# Scottsbluff
Scottsbluff – miasto w Stanach Zjednoczonych, w stanie Nebraska, w hrabstwie Scotts Bluff. W 2000 miasto liczyło 14 732 mieszkańców. Scottsbluff jest największym miastem w hrabstwie Scotts Bluff i 12. pod względem wielkości miastem w stanie Nebraska.

## Miasta partnerskie
- Gałacz, Rumunia
- Gering, Stany Zjednoczone